# Tauragė
Tauragė (polsky Taurogi) je průmyslové město v Litvě, hlavní město Tauragėského kraje. V roce 2005 zde žilo 30 000 obyvatel. Město leží na řece Jūra, nedaleko hranic s ruskou Kaliningradskou oblastí. Městská práva obdrželo Tauragé v roce 1932.
Podle legendy jméno Taurogi pochází ze dvou slov: tauras (pratur) i ragas (roh), údajně kdysi dávno nalezli lidé na onom místě rohy pratura.

## Sport
- FK Tauras fotbalový klub;
- KK Tauragė basketbalový klub;